# Muhammed Ünlü
Muhammed Ünlü (* 15. Februar 1995 in Iğdır) ist ein türkischer Boxer im Halbfliegengewicht.

## Karriere
Der knapp über 1,60 m große Muhammed Ünlü begann 2007 mit dem Boxen und trainiert in der Boxabteilung von Fenerbahçe Istanbul unter Turgay Karasu und Muhammet Ali Kolu. Er wurde 2010 und 2011 Türkischer Juniorenmeister sowie 2012 Türkischer Vizemeister der Jugend und 2013 türkischer Jugendmeister. Seine bis dahin größten Erfolge waren der 3. Platz bei den Junioren-Europameisterschaften 2011 in Ungarn und der 5. Platz bei den Jugend-Europameisterschaften 2013 in den Niederlanden. Weiters war er Teilnehmer der Schüler-Europameisterschaften 2009 in Russland, der Junioren-Weltmeisterschaften 2011 in Kasachstan und der Jugend-Weltmeisterschaften 2012 in Armenien.
Bei den Erwachsenen (Elite-Klasse) wurde er 2014 Türkischer Meister und gewann eine Bronzemedaille bei den Europaspielen 2015 in Aserbaidschan. Bei den Weltmeisterschaften 2015 in Doha unterlag er im Achtelfinale gegen Brendan Irvine mit 1:2.
Bei den Europameisterschaften 2017 erreichte er das Viertelfinale und qualifizierte sich damit für die Weltmeisterschaften 2017 in Hamburg, wo er im Achtelfinale ausschied. Zudem war er Teilnehmer der Weltmeisterschaften 2021 in Belgrad.
Auswahl von int. Turnier-Ergebnissen
- 2015: 3. Platz Great Silk Way Turnier in Aserbaidschan
- 2014: 1. Platz Ahmet Cömert Turnier in der Türkei
- 2012: 2. Platz beim Pedro Sáez Benedicto Turnier in der Ukraine
- 2012: 1. Platz beim Ahmet Cömert Turnier (Jugend) in der Türkei
- 2011: 3. Platz beim Heydər Əliyev Cup (Junioren) in Aserbaidschan